# 納智捷n7
納智捷n7是一款由納智捷于2023年推出的5人及7人跨界休旅車系列。

## 外部連結
- 納智捷汽車（LUXGEN） （页面存档备份，存于）